# Tulungrejo (Wates)
Tulungrejo is een bestuurslaag in het regentschap Blitar van de provincie Oost-Java, Indonesië. Tulungrejo telt 2736 inwoners (volkstelling 2010).